# 大阪府立淀川工科高等学校
大阪府立淀川工科高等学校（おおさかふりつ よどがわこうか こうとうがっこう）は、大阪府大阪市旭区に所在する府立工業高等学校。
なお、構内に大阪市旭区と守口市の市境が通っている。

## 概要
2014年度より大阪府教育委員会から、「高大連携重点型」タイプとして人材育成を重点化する学校に指定されている。同年度から理工系大学進学を目指す「工学系大学進学専科」を開設し、大阪工業大学などと連携して、工学のスペシャリストの育成を図っている。

### 系・専科
- 機械系：機械技術専科、機械設計専科[1]
- 電気系：電気技術専科、電子情報通信専科[1]
- メカトロニクス系：電子機械専科[1]
- 工学系：大学進学専科[1]

## 沿革
- 1937年
  - 1月 - 大阪府立第六職工学校として設立
  - 4月 - 開校
- 1938年4月 - 現在地へ移転
- 1941年9月 - 大阪府立淀川工業学校に改称
- 1948年4月 - 大阪府立淀川工業高等学校に改称
- 1952年12月 - 体育館竣工
- 1956年7月 - プール竣工
- 1971年3月 - 新プール竣工
- 1974年11月 - 新体育館竣工
- 1986年3月 - 機械科実習棟竣工
- 1991年4月 - 電気科を情報技術科に改編
- 1993年
  - 1月 - 多目的実習棟竣工
  - 4月 - 機械科を電子機械科に改編
- 1994年12月 - 実習棟竣工
- 1996年1月 - 家庭科棟竣工
- 2005年4月 - 大阪府立淀川工科高等学校に改称
- 2007年8月 - 工風館（新実習棟）竣工
- 2014年 - 工学系：大学進学専科を設置[1][3]

## アクセス
- 守口駅（Osaka Metro谷町線）より約300メートル
- 守口市駅（京阪本線）より約500メートル

## 部活動
吹奏楽部は全日本吹奏楽コンクールで最多の金賞を受賞しており、高校野球大会での演奏、御堂筋パレードへの参加などを行ってしている。
ラグビー部は全国高等学校ラグビーフットボール大会（花園）に複数回の出場経験がある。

## 関係者

### 出身者
- 小藪修（元ラグビー選手、元ラグビー日本代表監督）
- 斉藤展士（元ラグビー選手）
- 合田怜（バスケットボール選手）
- 笑福亭岐代松（落語家、吹奏楽部）
- 上方よしお（漫才師、西川のりお・上方よしお）
- Rover（歌手、ベリーグッドマン、吹奏楽部）
- 坂元正幸（タレント、モデル、大阪府議会議員、元守口市議会議員）

### 教諭
- 乾一郎（元英語科教諭、板垣退助の孫）
- 丸谷明夫（元電気科教諭、元情報技術科教諭、名誉教諭、吹奏楽部名誉顧問、元全日本吹奏楽連盟理事長、大阪音楽大学客員教授）
- 高嶋昌二（元国語科教諭、元グリークラブ顧問）